# Termas romanas de Ampurias
Las termas romanas de Ampurias forman parte de la antigua ciudad romana de Ampurias, abandonada en la Alta Edad Media, excepto el núcleo de San Martín de Ampurias, actualmente una pequeña localidad gerundesa de Cataluña. Como en la mayoría de las ciudades romanas, las termas tenían una doble función: lugar de aseo público y centro de relaciones sociales. 

## Antecedentes
Ampurias comenzó siendo una colonia griega en la costa, y fue entre finales del siglo II y principios del siglo I a. C. cuando comenzó la romanización, coincidiendo con las guerras púnicas. Así, como resultado de la alianza de Ampurias y Roma, se establece un campamento romano sobre un cerro en las afueras de la ciudad, hacia  el oeste. Con el tiempo el campamento se hizo más estable y se fue transformando paulatinamente en ciudad, llegando a ocupar una superficie rectangular de 22,5 hectáreas.
Sus límites son todavía apreciables gracias a la conservación de los restos de su muralla, excepto la sección oriental, la más cercana a la costa. Esta parte fue derribada cuando las dos ciudades finalmente quedaron unidas en el Municipum Ampuriae por la ampliación del cerco original romano. Las termas romanas de Ampurias datan de esta época de esplendor. Sin embargo, sucumbieron a la ruina con el declive de la ciudad a partir del siglo I d. C., debido a la prosperidad de otros enclaves en la costa mediterránea, y sufrieron junto a ella su definitivo abandono en el siglo III d. C..

## Las termas de Ampurias
Durante siglos la vieja Ampurias sufrió el consiguiente expolio y deterioro. Uno de los últimos episodios más sonados fue el de llegar a ser aprovechados sus restos durante la Guerra Civil como trincheras y para la instalación de baterías de defensa. De hecho, es notorio que una de estas trincheras se construyó atravesando el pavimento, por otro lado bastante conservado, de una de las salas de las termas: un mosaico blanco y negro que quedó cortado irremediablemente.
No fue hasta finales del siglo XX cuando empezó a ponerse en valor la recuperación del patrimonio histórico en España desde un punto de vista institucional. Es así como finalmente, en torno al año 2000, las campañas arqueológicas del Museo de Arqueología de Cataluña tuvieron como fruto la localización de las termas de Ampurias en la denominada ínsula 30.
En sentido estricto, las termas romanas de Ampurias no fueron en realidad un recinto único. La exhumación realizada ha sacado a la luz que además de los recintos termales de carácter público, existieron otros de índole privada. Los veremos a continuación.

## Termas domésticas
Las termas domésticas o balnea se localizaron en lo que podría denominarse como grandes residencias de Ampurias.
Estos recintos termales privados no parecen haber sido característicos de domus romanas. En cambio, según las conclusiones extraídas tras las investigaciones arqueológicas de principios del siglo XXI, más bien se trata de baños termales exclusivos construidos en grandes residencias de carácter urbano, con pleno acceso a las comodidades de la vida ciudadana de la época. En el caso concreto de Ampurias, puede verse además que estos balnea no aparecen en las grandes residencias de Neapolis, el núcleo urbano de origen griego, sino que están asociadas al crecimiento y prosperidad de la ciudad asimilando el recinto romano.
En reglas generales, y a la luz de la investigación en otros asentamientos romanos de la península ibérica, cabe señalar que los balnea se caracterizan por estar muy ligados al ámbito privado, en zonas íntimas y relacionadas con la cocina. Asimismo reflejan en su estilo los gustos de los últimos años de la República y sin frigidarium. A fecha de 2006 estaban identificadas en Ampurias dos balnea en sendas casas, tal y como veremos en líneas inferiores.

### La Casa 2B
Excavada ya en 2006, se construyó a principios del siglo I d. C. y se le incorporó un balneum con posterioridad, en época de Augusto. Habría que situar la creación de esta área privada en el marco de una serie de ampliaciones realizadas a la vivienda a lo largo del siglo I, extendiéndose incluso a costa de alguna vivienda colindante. 
Este balneum es una estancia grande para su época, dividido en 3 ambientes termales únicos que en total suman 160 m². Pese al tamaño, apenas unos 44 m² son útiles, debido al grosor de los muros y la extensión del hypocaustum. Las estancias termales estarían conectadas entre sí mediante estrechas aberturas distribuidas diagonalmente en los muros para minimizar la pérdida de calor. En concreto consta de: 
- Los 3 recintos o áreas termales básicas:

1. Apodyterium, una amplia sala que actuaba a modo de vestíbulo y/o vestuario
2. Tepidarium o área tibia, pavimentado con fragmentos de mármol formando rectángulos concéntricos
3. Caldarium, calentado mediante hypocaustum, con un ábside semicircular en su extremo sur, donde acogería un labrum.

- Una estancia fría, que comunicaba el tepidarium y el apodyterium; también pavimentada con fragmentos de mármol, en este caso dibujando además un círculo en el centro, lo que sugiere la ubicación de un labrum.
- El  praefurnium y propniugneum o sala del horno, para calentar el caldarium, con un canal abovedado.
- Un corredor de conexión entre el apodyterium y el área de servicio en torno al horno.

### La Casa Villanueva
Todavía pendiente de exhumación, también es denominada Casa 1 en los documentos de investigación del año 2006. Con sus 3500 m² de extensión máxima en su apogeo, fue una de las mayores casas de la ciudad. Hubo una instalación termal adosada a su pared sur que podría también haber petenecido también a otra vivienda vecina, pero no es posible aseverarlo sin más investigaciones. Algunos autores dan por buena la idea de que el balneum perteneciera a a la Casa Villanueva; en cualquier caso, es la que suele usarse como referencia a efectos de localización por su singularidad. 
Considerando todo lo anterior, la estructura original del balneum solo se puede establecer de una manera aproximada. Las reformas posteriores han hecho desaparecer los revestimientos originales, pavimento incluido; sin más datos únicamente se puede asegurar que los muros fueron por entero construidos con opus incertum salvo en el caldarium, que cuenta con un aparejo regular. El balneum en planta supone unos 131 m² en total, de los cuales sólo serían útiles 82, y el espacio se habría repartido como sigue:
- Tres ambientes termales únicos, comunicados entre sí en diagonal, según se describe en líneas anteriores, en la Casa 2B:

1. Apodyterium/frigidarium, haciendo funciones de vestíbulo/vestuario y con una piscina de agua fría de 5 x 2,4 m.
2. Tepidarium
3. Caldarium, con ábside semicircular al norte.

- Propnigeum, limitando las termas por el este.

## Termas públicas
A fecha 2006, eran dos los recintos termales de carácter público excavados en la ciudad romana de Ampurias.

### Las Termas de la Basílica
Constituyen el edificio más antiguo, toman su nombre de la cellae memoriae o basílica propiamente dicha que las caracterizan, y se localizan en el agora de la Neapolis, es decir, en el corazón del asentamiento griego originario de Ampurias. Su construcción se ha fechado entre finales del siglo II y principios del siglo I a. C., y ya en sus inicios contaban con 10 ambientes diferenciados. Sin embargo, con el tiempo se perdieron tres de ellos, y finalmente las termas quedaron arrasadas por un incendio poco antes del abandono de la ciudad.

### Las Termas romanas
En realidad consisten en un enorme complejo termal, con una extensión de 2.450 metros cuadrados, descubierto en pleno centro de la ciudad romana durante las campañas arqueológicas del año 2000. Fueron construidas en estrecha relación con otros edificios públicos del Foro y en el contexto de la expansión fuera de la cerca romana, lo que da idea de su importancia para la vida de los ciudadanos en su época. Las investigaciones han podido identificar algunos vestigios de una instalación termal anterior ubicada en el mismo sitio: completamente desmantelada, algunos de sus restos fueron reutilizados en la nueva edificación. 
En cualquier caso, la planta del complejo termal queda bien definida, según los estudios, a finales del siglo I d. C. con la construcción de la palestra, a pesar de que es renovado y modernizado con profusión en siglos posteriores. Así, se le incorpora una Basilica Thermorum y una sudatio, además de remodelar su clásico caldarium. Como la gran mayoría de termas romanas constaba de una zona cálida, dotada de:
- Una piscina de agua caliente, de la que se conservan incluso varias canalizaciones, y
- Áreas calentadas por el sistema de hipocausto.

Las llamadas termas romanas estuvieron en uso hasta principios del siglo III; es entonces cuando Ampurias fue abandonada y toda ella objeto de expolio como material de construcción durante siglos.